# Porslin

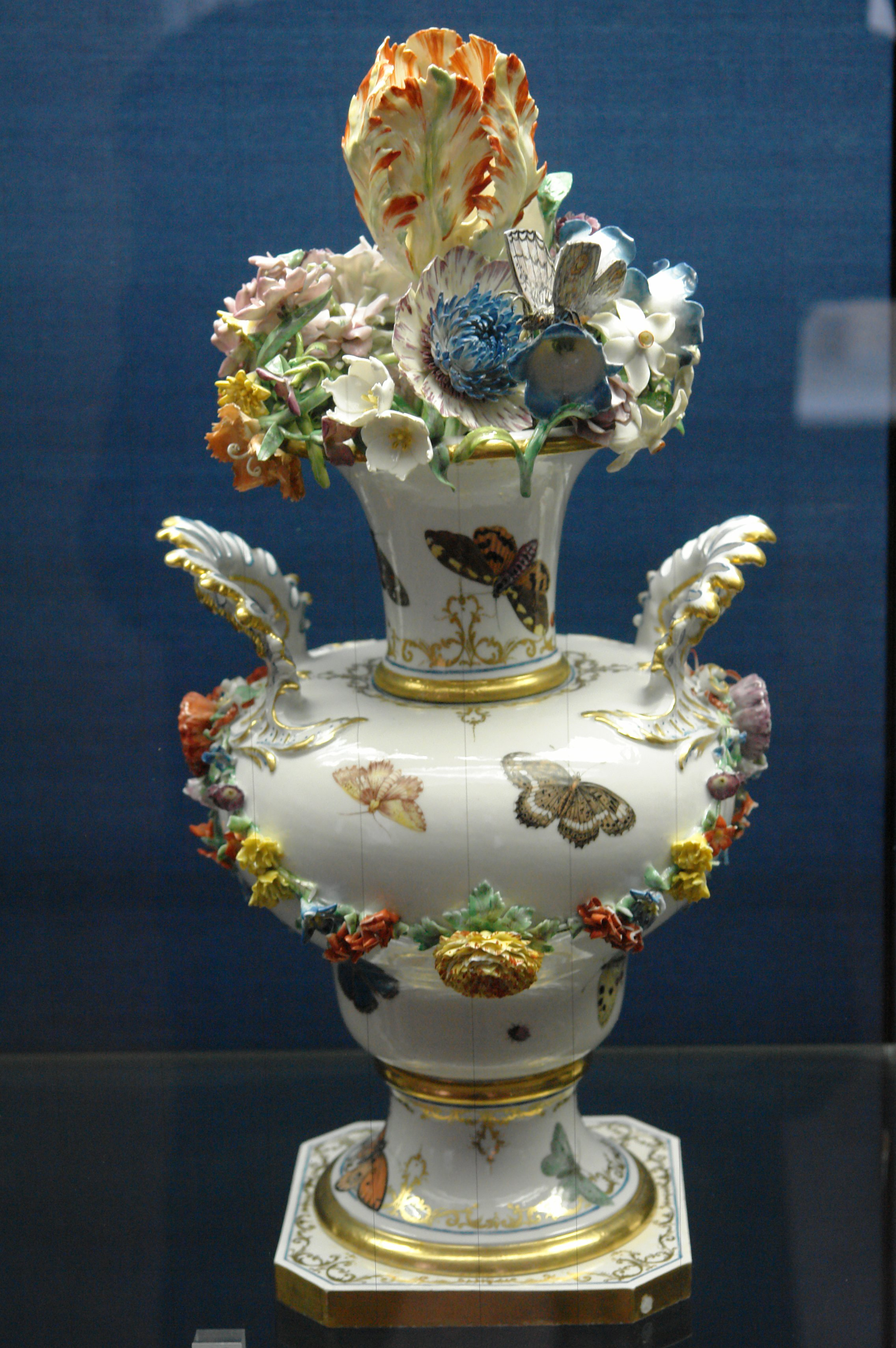
En porslinspjäs från porslinsfabriken i Nymphenburg, c. 1760–1765.

Porslin är en av tre huvudgrupper av keramiska tillverkningssätt, som till skillnad från andra keramer innehåller kaolin. På svenska används ofta oriktigt i dagligt tal benämningen "porslin" om allt glaserat lergods med ljus bottenfärg, således även om den ogenomskinliga porösa fajansen. Porslinet är typiskt vitt, något transparent och mycket kompakt, hur tunt det än är format, samt ogenomsläppligt för fukt, även om glasyren skadats.
Avgränsningen är dock inte helt tydlig, då flintgods som normalt inte räknas som porslin ibland innehåller mindre mängder kaolinlera, och ofta kallas "flintporslin". Andra varianter som Ironstone china innehåller också en viss mängd kaolinlera. Benporslin, som i likhet med fältspatsporslin innehåller fältspat, kaolin och kvarts men därtill upp till 40% benaska räknas normalt däremot som porslin.
Porslinet kom till Europa med Marco Polo, som berättade om den kinesiska keramiken när han kom hem till Italien efter sina resor. Ordet kommer av italienska, porcellana, som ursprungligen är namnet på porslinssnäckor, av vars hårda, glänsande skal man oriktigt förr trodde att det orientaliska porslinet var berett. 
Porslin används till bordserviser, till konstgjorda tänder, leksaker, särskilt porslinsdockor, sanitetsprodukter som toalettstolar, och prydnadsföremål. Porslinets kvalitet bedöms efter dess transparens, vithet, hårdhet, kompakthet, och elasticistet. Det brukar som regel dekoreras.

## Porslinets typer

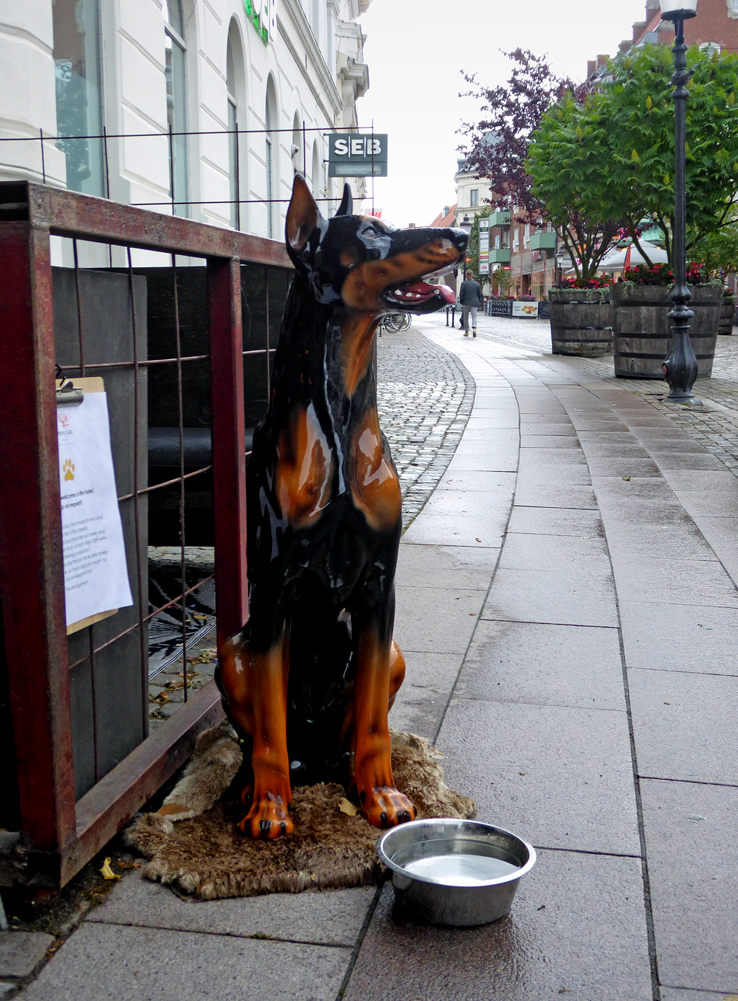
En hund i porslin "vaktar" en ingång i centrala Ystad.

Porslin utmärker sig genom det halvgenomskinliga, hårdbrända, i brottet nästan förglasade godset. Dess huvudsakliga beståndsdel är kaolin och fältspat, och därtill ingår kvarts. Olika mängder av dessa ingredienser skapar olika former av porslin.
Porslinets ingredienser smälter vid mycket hög temperatur (1 200…1 300 °C). Fältspat smälter först och löser därefter upp kvarts och kaolin. Detta gör att leran sintrar helt, det vill säga att den blir helt tät och kan alltså hålla vätska utan glasyrens skydd till skillnad från de något porösare keramerna flintgods och fajans. Olika bränngrader ger också olika typer, och bränningen kan ske i temperaturer mellan 780 °C och 1410 °C.
Vanligen är det överdraget med en glasyr av i huvudsak samma beståndsdelar som själva godset; dock förekommer även oglaserat porslin, särskilt som material för grupper, statyetter och liknande föremål. Detta kallas biskviporslin (biscuit). En närstående keramisk produkt är parian eller carraraporslin som förutom kaolinlera även innehåller fältspat.
En avart av det egentliga, äkta porslinet är det lättsmälta, naturliga porslinet, i vilket förutom kaolin även ben ingår. Glasyren är här bly- och boraxhaltig. Till porslinet räknas slutligen som en tredje klass det lättsmälta, konstgjorda porslinet, vanligen kallat sèvresporslin, en tillverkning, som i själva verket är närmare besläktad med glaset, då den för porslinet utmärkande beståndsdelen kaolin helt och hållet saknas, men som för övrigt med avseende på genomskinlighet och dekoration har porslinets karaktär. Båda dessa senare arter kan med ett gemensamt namn kallas frittporslin.

## Porslinets historia

### Porslinets ursprung
Tillverkningen av porslin var sedan långa tider tillbaka känd och utövad i Kina och Japan; det engelska namnet på porslin är också china. I Europa blev dessa tillverkningar, som dittills endast i enstaka exemplar funnit vägen till de rikes och förnämes skattkamrar, allmännare kända först sedan nederländarna, ungefär i början av 1600-talet, övertagit den österländska handeln. 

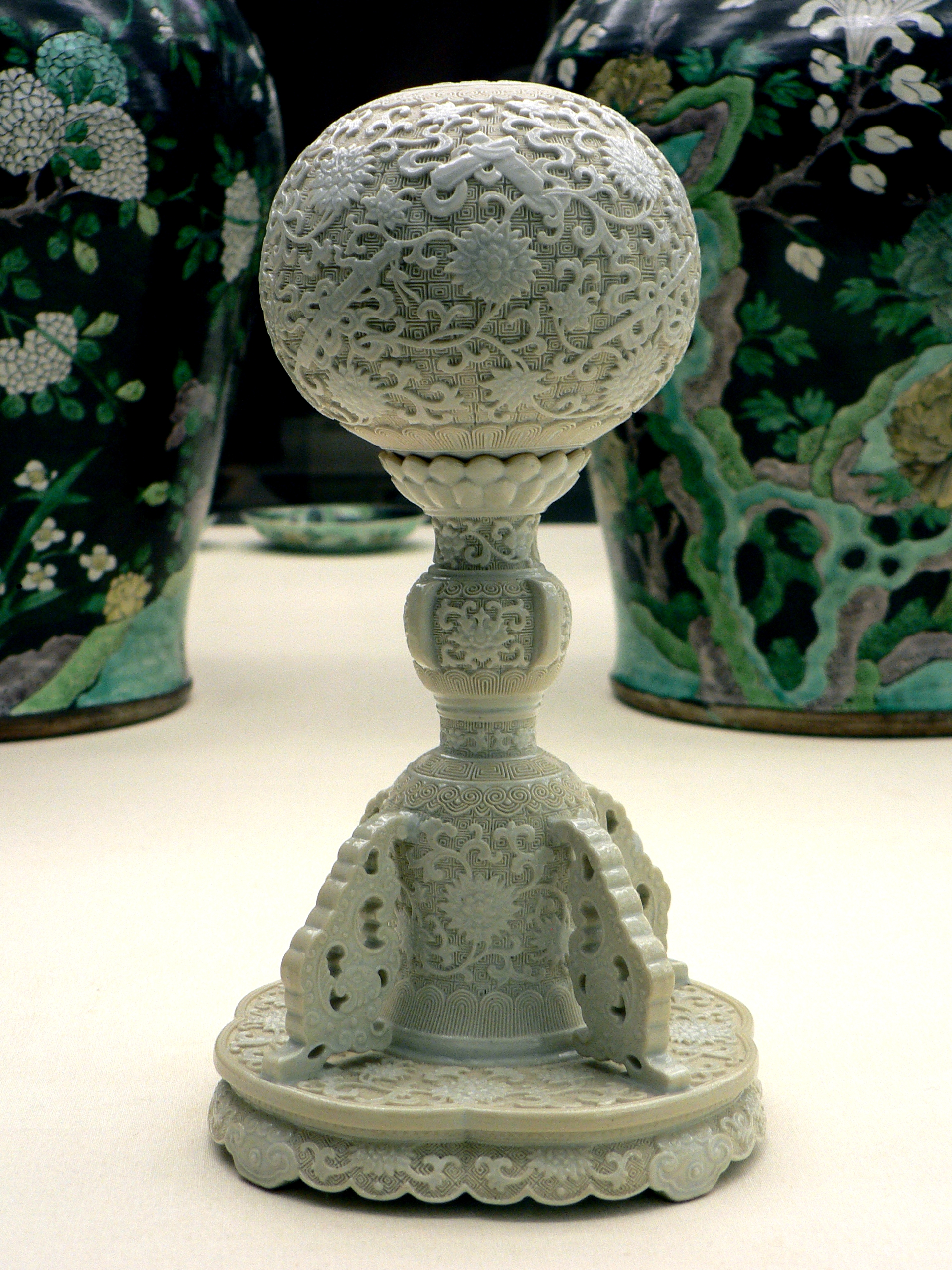
Kinesiskt porslin från Qianlong-perioden.

Det kinesiska och japanska porslinets goda egenskaper, dess hårdhet och klang samt dess glänsande färgprakt väckte allmän beundran. Genom de ostindiska kompanier, som under 1600- och 1700-talet upprättades i flera länder, bland annat även Sverige, ökades införseln av så kallat ostindiskt (d.v.s. kinesiskt eller japanskt) porslin, i en otrolig grad. Endast för Sverige kunde de under ett årtionde införda pjäserna räknas i miljontal. Det blev här till och med rätt vanligt, att man det ena året beställde sin bordsservis med heraldiskt vapen, monogram och övrig ornering efter medsänd ritning och sedan fick hem den året därpå med nästa fartyg. Detta förklarar, hur en sådan mängd av porslinspjäser med helt och hållet europeisk ornering, men av österländsk tillverkning hos oss ännu överallt anträffas. Exempelvis kan nämnas bålar med efterbildning av svenska bankosedlar och dylikt.

### Försök till europeisk efterbildning
Alstren av denna industri manade till efterbildning i Europa, där dock den väsentligaste förutsättningen för porslinstillverkning, kaolinleran, ännu var okänd. Så uppstod på 1600-talet, med Delft till huvudort, den nederländska fajansindustrin, vilken rörde sig med kinesisk-japanska former och liknande ornering och som i sin ordning mäktigt inverkade på fajanstillverkningen i hela det övriga Europa. 
Italien hade man dock redan i slutet av 1500-talet vid Francesco I de' Medicis fabrik i Florens uppfunnit frittporslinet, "porcelaine a pate-tendre", i vilket ingick soda, gips, kalk, sand, gummiartade beståndsdelar, men ännu inte kaolin. Endast ett 60-tal föremål är kända från Medicifabriken, och de verkar främst ha fungerat som diplomatiska hedersgåvor till andra furstar. Ganska snart upphörde produktionen, och först med Sèvrefabrikens grundande 1745 fick frittporslinet åter större användning. Liknande porslinsmassa tillverkades även på åtskilliga andra orter i Frankrike, och även i Sverige anställde man vid den gamla Mariebergsfabriken försök i samma riktning.

### Hemligheten blir känd

Porslinsservis tillverkad i Meissen under 1720-talet.

Slutligen upptäcktes kaolinleran även i Europa. Detta skedde genom Johann Friedrich Böttger, apotekare, alkemist och guldmakare, i tjänst hos August den starke av Sachsen. Det första äkta naturliga porslinet tillverkades av honom 1709, och Meissen blev Europas första, egentliga ort för porslinsfabriker. Tillverkningssättet hölls i början hemligt, men snart spred sig kännedomen om det till andra håll. 
Kaolin upptäcktes flerstädes, och det blev under 1700-talet ett mode att för nästan varje hov anlägga en privilegierad porslinsfabrik. Så uppstod fabrikerna i Wien 1718, Berlin 1751, Fürstenberg, Nymphenburg, Ludwigsburg, Frankenthal och Höchst 1746. På samma sätt gick det i andra länder, i Storbritannien och Ryssland, i Nederländerna, Danmark och Sverige, men även i Italien, Spanien och Frankrike, där Sèvres efter 1768 började tillverka jämväl "porcelaine à pate-dure", det vill säga naturligt äkta porslin. 
1744 tog Thomas Frye vid Bow porcelain factory patent på ett porslin som innehöll amerikansk lera och några år senare ett nytt patent på ett nytt gods med benaska som en viktig beståndsdel, det som senare kom att kallas benporslin massan kom att upptas även av andra fabriker, bland annat Chelsea porcelain factory. Den mest kända fabriken kom dock att bli den senare anlagda Wedgwood.
I Sverige tillverkades det första porslinet vid Marieberg 1759. Samma år brann fabriken, och då den återuppbyggdes tillverkades endast fajans. 1767-69 gjordes under Pierre Berthevin nya försök att framställa äkta porslin vid Marieberg, denna gång frittporslin efter fransk förebild. Under Henrik Stens ledning återupptogs porslinstillverkningen 1772 - denna gång så kallat "Hybridporslin", en egen gjuten porslinsblandning. Massan blev ojämn i kvaliteten, och blev aldrig populär, även om en liten produktion fortsatte fram till fabrikens nedläggning 1782. Därefter tillverkades inget fältspatsporslin i Sverige förrän Rörstrand började sin produktion på 1870-talet. Gustavsberg har aldrig liksom flera andra av de svenska "porslinsfabrikerna" inte tillverkat fältspatsporslin utan främst flintgods däremot Lidköpings porslinsfabrik och Karlskrona Porslinsfabrik.
1857 började Rörstrand tillverka benporslin, och 1864 följde Gustavsberg, vilket ibland kom att kallas "engelskt äkta".

### Tillverkningen moderniseras

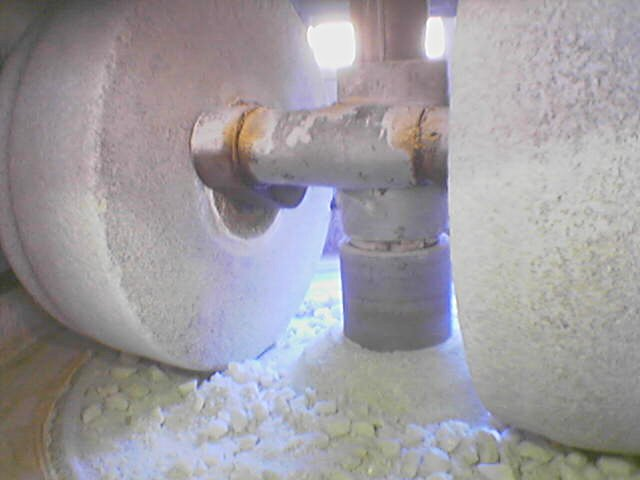
Stenkross vid porslinstillverkning vid Manufacture nationale de Sèvres, Sèvres.

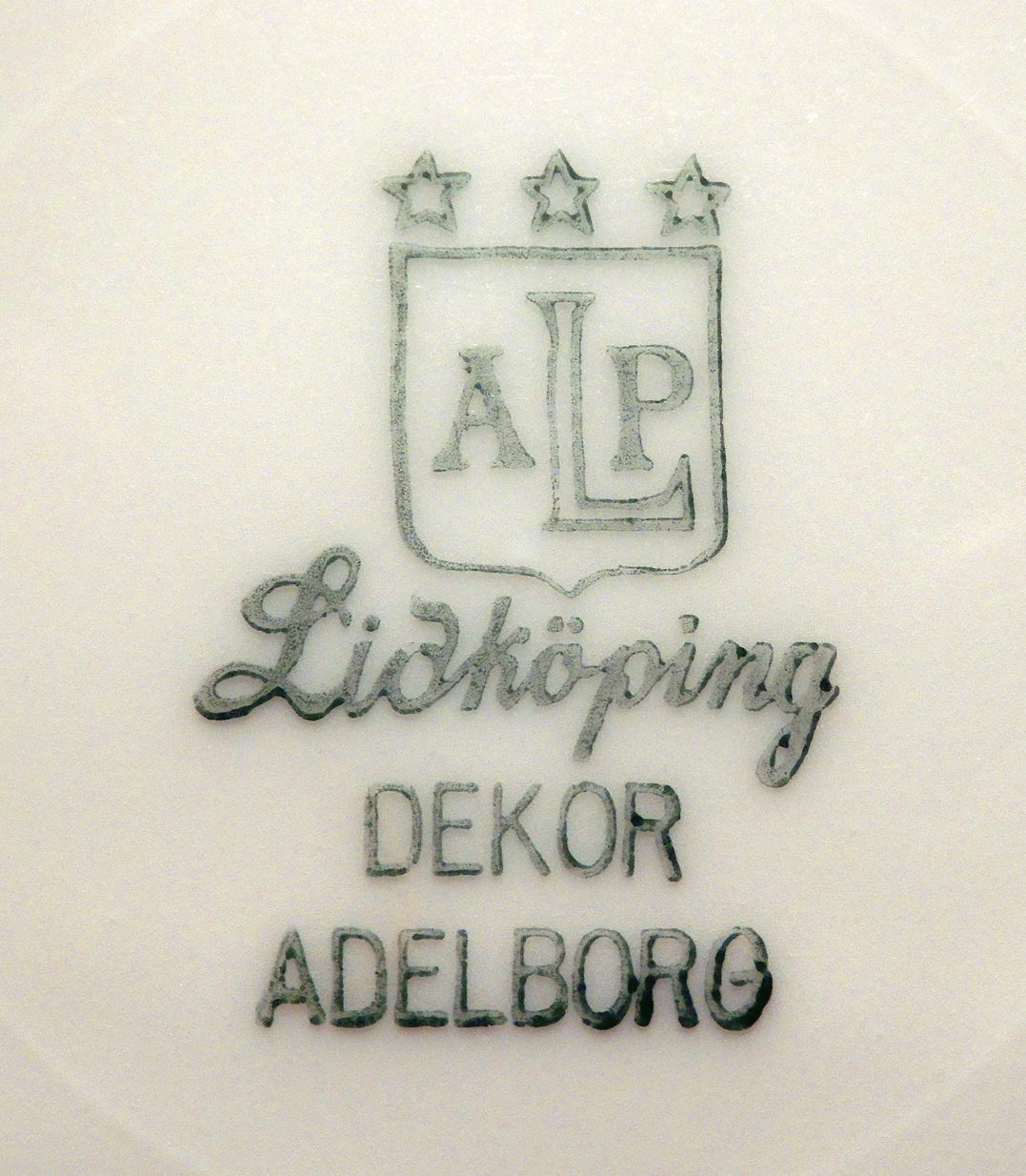
Undersidan av en assiett från AB Lidköpings Porslinsfabrik med dekor av Louise Adelborg.

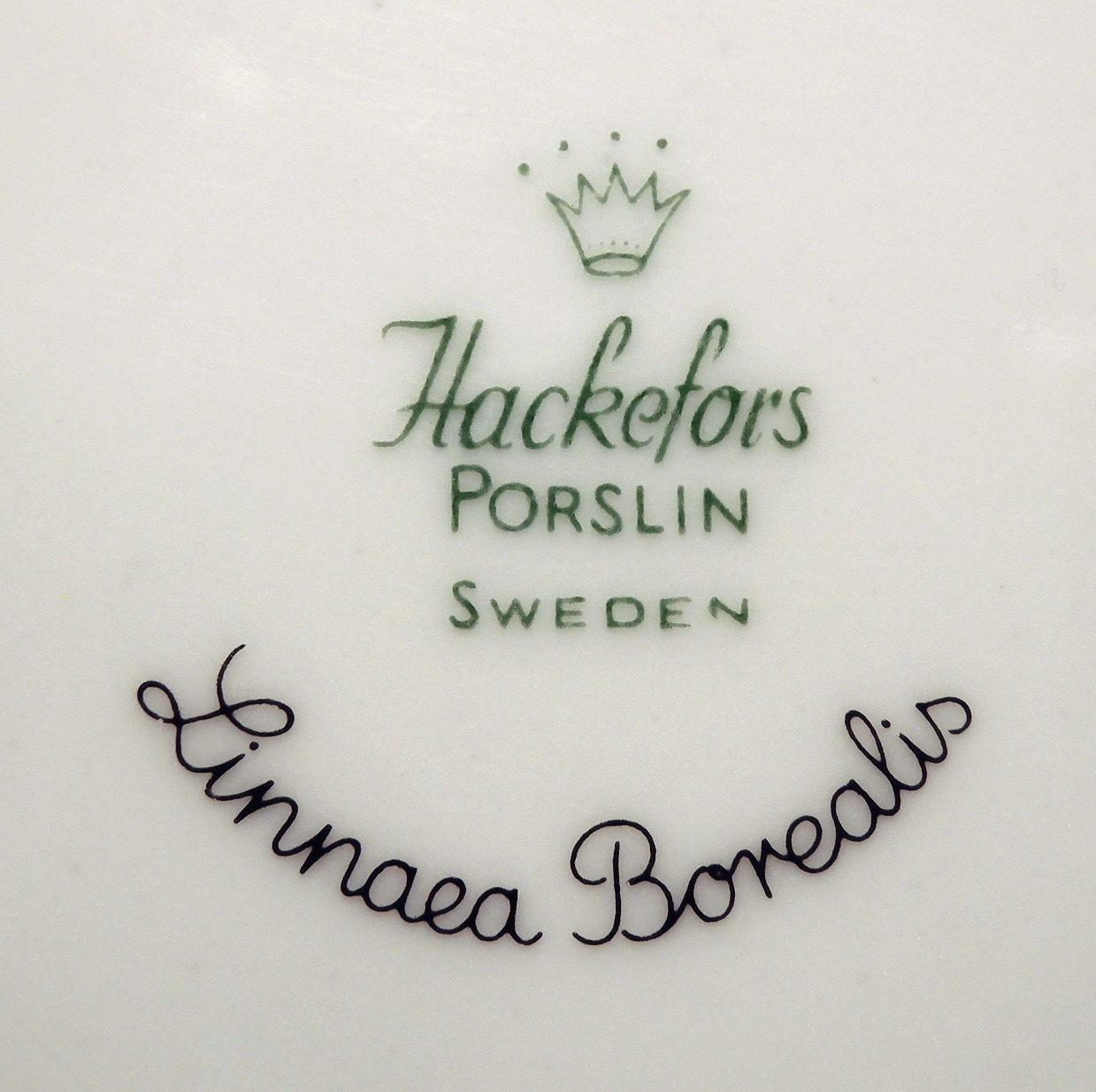
Undersidan av en tallrik från Hackefors porslinsfabrik.

Den moderna porslinstillverkningen har till en stor del beträtt nya banor. Ifrån att vara en förnäm lyxartikel har det hållfasta porslinet övergått till en förbrukningsvara, naturligtvis föga dekorerad. Samtidigt har dock den rent konstnärliga produktionen vid alla fabriker tagit ett ofantligt uppsving. Man har också med kemins hjälp för olika ändamål sammansatt och provat nya lerblandningar, glasyrer och färger. Så till exempel står det porslin, som tillverkas vid de svenska fabrikerna, i allmänhet ganska nära det ovannämnda engelska naturliga frittporslinet. 
Rörstrand har dock även specialiserat sig på fältspatäkta porslin och framställer därav konstindustriella föremål. Sèvres har i sitt "porcelaine nouvelle" åstadkommit en ny och förträfflig massa, och på liknande sätt experimenteras vid de stora engelska och tyska fabrikerna. Dekorationen följer i det hela samma riktning som övriga arter av konstindustrin, i det att den konstnärliga pånyttfödelse, som vid 1800-talets slut gör sig gällande på dekorationskonstens alla områden, även här visar sig i en fri personlig formgivning, löst från beroendet av de historiska "stilarna". I konstnärligt avseende har de två stora danska fabrikerna "Den kongelige", som utvecklat underglasyrmålningens teknik, och "Bing & Grøndahl" ryckt fram i första ledet under 1900-talet. Svenska staten har i Nationalmuseum en ganska rik och representativ samling porslin från olika länder och tider.

### Dekorationsstilar
Den europeiska porslinstillverkningen lånade till en början sina former och sin dekoration från det kinesiska-japaniska porslinet; senare gjorde sig rokokons stiluppfattning gällande. Den fann i porslinet ett synnerligen tacksamt material och framträdde inte bara i grundformerna, utan även i den plastiska och i den målade dekorationen. 
Under 1700-talets senare hälft visade sig även på porslinstillverkningens område den antikdyrkan, som karakteriserar tiden. Man sökte för moderna ändamål använda antika vasformer eller åtminstone att till cirkeln och cylindern återföra rokokons svängda konturer, över de sålunda vunna odelade ytorna utbreder sig en på antika figur- och prydnadsmotiv grundad dekoration. Här är fabriken i Wien synnerligen anmärkningsvärd. 

Porslinsmålning i famille rose, insidan av skål, 1723–1735.

Det typiska kinesiska porslinet, blått och vitt porslin, är målat i koboltblått blom- och växtmönster, eller med andra naturliga motiv, eller omålat, det så kallade Blanc-de-Chine. I Meissen utvecklades på 1700-talet det kobloltblå Lökmönstret efter kinesisk förebild. Under 1600-talet började Kina på europeisk beställning tillverka dekorationer efter europeiska förebilder, bland annat de så kallade famille verte, senare också famille rose. Famille verte uppstod under kejsare Kangxi (1662–1722), och kännetetcknas av dekorationer i grönt och järnoxidrött och sparsamt användande av andra färger. Famille rose uppstod 1720 och använder främst rosa och violetta nyanser. Även två andra färgskalor har förekommit, Famille jaune, en variation av Famille verte men där porslinets underfärg är gul, samt Famille noire med svart underfärg. Många av dessa dekorerades i Guangzhou (med annan transkribering Canton) i södra Kina, och kallas Cantonporslin, med typiska motiv av fåglar, blommor och insekter. Särskilt Famille rose tillverkades i Guangzhou. Även Kraakporslin blev en populär importvara. Svenska ostindiska kompaniet var den största importören av kinesiskt Cantonporslin 1731–1813.
Det ostindiska porslinet var helt präglat av europeisk dekorationsstil och utfördes i Kina efter beställning. 
Till den japanska stilen hör imariporslin, kakiemon.